# Territorialprälatur Deán Funes
Die Territorialprälatur Deán Funes (lat.: Territorialis Praelatura Funesiopolitana, span.: Prelatura de Deán Funes) ist eine in Argentinien gelegene römisch-katholische Territorialprälatur mit Sitz in Deán Funes.

## Geschichte
Die Territorialprälatur Deán Funes wurde am 25. Januar 1980 durch Papst Johannes Paul II. mit der Päpstlichen Bulle Cum episcopus crucis axeatae aus Gebietsabtretungen des Bistums Cruz del Eje errichtet und dem Erzbistum Córdoba als Suffragan unterstellt.

## Prälaten von Deán Funes
- Ramón Iribarne Arámburu OdeM, 1980
- Lucas Luis Dónnelly OdeM, 1980–2000
- Aurelio José Kühn OFM, 2000–2013
- Gabriel Zurbriggen, 2013–2023, dann Bischof von Concordia
- Enrique Eguía Seguí, seit 2023